# اکوسیستم
اکوسیستم یا بوم‌سازگان (انگلیسی: Ecosystem) به معنی یک اجتماع بوم‌شناسی عناصر اجزای زنده و اجزای غیرزنده و تعامل آن‌ها با یکدیگر در محیط‌های تعریف‌شده است. یک بومسازگان جامعه‌ای از ارگان‌های زنده نظیر گیاهان، حیوانات و میکروب‌ها در تقابل با اجزا غیر زنده محیط مانند هوا، آب و خاک است که با یکدیگر برهم‌کنش دارند. جاندارانی که در یک بوم‌سازگان زندگی می‌کنند، به سه دسته تقسیم می‌شود: تولیدکنندگان، مصرف‌کنندگان و تجزیه‌کنندگان.

## تاریخچه
اصطلاح اکوسیستم برای نخستین بار در سال ۱۹۳۵ در نشریه‌ای توسط آرتور تانزلی، بوم‌شناس انگلیسی استفاده شد. وی بعداً این اصطلاح را تصحیح کرد و آن را چنین توصیف کرد: «کل سیستم، … نه تنها از مجموعه موجودات زنده، بلکه مجموعه تمام عوامل فیزیکی تشکیل دهنده آنچه ما محیط می‌نامیم». تانزلی اکوسیستم‌ها را نه فقط به عنوان واحدهای طبیعی بلکه به عنوان «ایزوله‌های ذهنی» در نظر می‌گرفت. تانزلی بعداً با استفاده از اصطلاح بومگاه دامنه مکانی اکوسیستم‌ها را تعریف کرد.
جی اِولین هاچینسون (انگلیسی: J .Evelyn Hutchinson،) آبگیرشناس معاصر تانزلی، نظرات چارلز التون در مورد بوم‌شناسی تغذیه‌ای و نظرات ولادیمیر ورنادسکی، ژئوشیمیست روسی را ترکیب کرد. در نتیجه، وی پیشنهاد کرد که حضور مواد معدنی مغذی در یک دریاچه شکوفایی جلبک را محدود می‌کند. این امر، به نوبه خود، میزان فراوانی جانورانی را که از جلبک‌ها تغذیه می‌کنند، محدود می‌کند. ریموند لیندمن این ایده‌ها را بیشتر پیش برد و پیشنهاد کرد که جریان انرژی در یک دریاچه محرک اصلی اکوسیستم است.

## فرایندها
اکوسیستم‌ها توسط عوامل خارجی و داخلی کنترل می‌شوند. به عوامل بیرونی، عوامل دولتی نیز گفته می‌شود. آب‌وهوا از جمله مهم‌ترین عوامل بیرونی است که تحت تأثیر اکوسیستم نیستند، اما ساختار کلی یک اکوسیستم و نحوه کار در آن را کنترل می‌کنند، آب‌وهوا عامل حیاتی که اکوسیستم در آن تعبیه شده است را تعیین می‌کنند. الگوهای بارندگی و دمای فصلی بر فتوسنتز تأثیر می‌گذارد و در نتیجه مقدار آب و انرژی موجود در اکوسیستم را تعیین می‌کنند.